# حنطوف
الحُنْطُوف (الاسم العلمي: Criniger)، جنس طيور من الجواثم وفصيلة البلبل. توجد أنواعه في غرب ووسط إفريقيا.